# Dominique Ducharme (officier)
Pour les articles homonymes, voir Dominique Ducharme et Ducharme.
 (août 2024).
Dominique Ducharme, baptisé François Dominique Ducharme le 15 mai 1765 à Lachine (province de Québec) et mort le 3 août 1853 au Lac des Deux Montagnes (Oka, Québec), est un coureur des bois, trappeur, trafiquant de fourrure, milicien, officier militaire loyaliste durant la guerre de 1812, fonctionnaire interprète aux affaires indiennes et juge de paix.

## Biographie

### Jeunesse
Dominique Ducharme est le deuxième fils de l'homme politique Jean-Marie Ducharme et de Marie-Angélique Roy, dit Portelance. De 1780 à 1786, il étudie au collège Saint-Raphaël à Montréal puis s’engage dans la traite des fourrures.

### Traite des fourrures
Vers 1793, il s'installe dans la vallée de la rivière aux Renards et de la baie des Puants où il troque la fourrure avec les tribus amérindiennes des Renards, des Puants, des Menominee, des Winnebago, des Ojibwe et des Chippewa, vivant dans cette région occidentale du pays des Illinois entre le lac Michigan et la Haute-Louisiane. Il prospère et achète plusieurs terres placées dans les zones stratégiques du trafic de fourrure (portage, etc.).
Le 26 juin 1810, il épousa Agathe de Lorimier, fille de Claude-Nicolas-Guillaume de Lorimier, agent auprès des Amérindiens résidant à Caughnawaga (Kahnawake).

### Guerre de 1812
Le 21 juillet 1812, lors de la guerre de 1812, les États-Unis envahissent le Canada, Dominique Ducharme a été nommé lieutenant dans le bataillon de la milice à Pointe-Claire. En mai 1813 Ducharme a détaché à la frontière du Niagara, dans le Haut-Canada, à la tête d'un détachement d'Amérindiens des Six Nations du Lac-des-Deux-Montagnes et de Saint-Régis.
Il a commandé une troupe de 300 Indiens de Caughnawaga pour renforcer la milice dans le Haut-Canada. Lors de la bataille de Beaver Dams, Dominique Ducharme a organisé avec un groupe de guerriers une attaque surprise sur un détachement de l'armée américaine qui a dû se rendre après un affrontement où ils perdirent un certain nombre de soldats et tous les autres furent faits prisonniers.
Revenant ensuite dans le Bas-Canada, Dominique Ducharme a été placé sous le commandement du lieutenant-colonel Charles-Michel d'Irumberry de Salaberry lors de la bataille de Châteauguay. Salaberry ordonna à Ducharme de traquer et capturer six déserteurs de l'unité de Salaberry. Ses hommes les arrêtèrent et passèrent devant une cour martiale où ils furent condamnés à mort sur les ordres du lieutenant-colonel Salaberry. Ducharme, qui considérait la peine comme trop sévère, n'a jamais pardonné à Salaberry et lui a dit qu'il aurait pu aider ces hommes à s'affranchir s'il avait connu le sort qui les attendait.

### Fonctionnaire
Par la suite, Dominique Ducharme travailla comme interprète pour le ministère des Affaires indiennes. Parlant plusieurs dialectes, Ducharme facilita les liens commerciaux et militaires de la Grande-Bretagne et les autochtones canadiens (Amérindiens, métis et Canadiens).
De 1819 à 1821, il reçoit une commission de juge de paix. Puis s'investit pour la communauté de Lac-des-Deux-Montagnes, apaisant les conflits et protégeant les intérêts de chacun.
François Dominique Ducharme est décédé en 1853.

## Hommage
L'ancien édifice des douanes à Montréal est renommé l'édifice Dominique-Ducharme en 2012.